# Смирнова, Анна Ивановна
Анна Ивановна Смирнова (1905—1995) — работник сельского хозяйства, доярка совхоза «Караваево» Костромского района Костромской области.
Дважды Герой Социалистического Труда (1949, 1953).

## Биография
Родилась 23 декабря 1905 года в деревне Филипповское Даниловского района Ярославской области. Член КПСС с 1945.
Работала дояркой совхоза «Караваево» Костромского района Костромской области.
Умерла 19 июня 1995 года.

## Награды
- Дважды Герой Социалистического Труда:
  - 12.07.1949 — за высокие показатели в животноводстве,
  - 04.03.1953 — за высокие показатели в животноводстве.

## Память
В 1963 году на площади центральной усадьбы совхоза был установлен бронзовый бюст героини.